# Acanthotritus dorsalis
Acanthotritus dorsalis là một loài bọ cánh cứng trong họ Cerambycidae.